# Операція «Фішрайер»
Операція «Фішрайер» (нім. Fischreiher — Сіра чапля) — наступальна операція німецьких військ на радянсько-німецькому фронті, продовження Плану «Блау», в липні-серпні 1942 року у напрямку на Сталінград з метою захопленню Нижнього Надволжя.